# Giampaolo Dianin
Giampaolo Dianin (Teolo, 29 ottobre 1962) è un vescovo cattolico italiano, dal 3 novembre 2021 vescovo di Chioggia.

## Biografia
È nato a Teolo, in provincia e diocesi di Padova, il 29 ottobre 1962.

### Formazione e ministero sacerdotale
Il 7 giugno 1987 è stato ordinato presbitero, nella basilica di Santa Giustina a Padova, dall'arcivescovo Filippo Franceschi.
Nel 1991 ha conseguito il dottorato in teologia morale a Roma presso la Pontificia Università Gregoriana.
Dal 2009 al 2021 è stato rettore del seminario maggiore di Padova.

### Ministero episcopale
Il 3 novembre 2021 papa Francesco lo ha nominato vescovo di Chioggia; è succeduto ad Adriano Tessarollo, dimessosi per raggiunti limiti di età. Ha ricevuto l'ordinazione episcopale il 16 gennaio 2022, nella cattedrale di Padova, per imposizione delle mani del vescovo di Padova Claudio Cipolla, coconsacranti l'arcivescovo Antonio Mattiazzo, vescovo emerito di Padova, e Adriano Tessarollo, vescovo emerito di Chioggia. Ha preso possesso canonico della diocesi il 30 gennaio.

## Genealogia episcopale
La genealogia episcopale è:
- Cardinale Scipione Rebiba
- Cardinale Giulio Antonio Santori
- Cardinale Girolamo Bernerio, O.P.
- Arcivescovo Galeazzo Sanvitale
- Cardinale Ludovico Ludovisi
- Cardinale Luigi Caetani
- Cardinale Ulderico Carpegna
- Cardinale Paluzzo Paluzzi Altieri degli Albertoni
- Papa Benedetto XIII
- Papa Benedetto XIV
- Papa Clemente XIII
- Cardinale Enrico Benedetto Stuart
- Papa Leone XII
- Cardinale Chiarissimo Falconieri Mellini
- Cardinale Camillo Di Pietro
- Cardinale Mieczysław Halka Ledóchowski
- Cardinale Jan Maurycy Paweł Puzyna de Kosielsko
- Arcivescovo Józef Bilczewski
- Arcivescovo Bolesław Twardowski
- Arcivescovo Eugeniusz Baziak
- Papa Giovanni Paolo II
- Cardinale Carlo Maria Martini, S.I.
- Cardinale Dionigi Tettamanzi
- Vescovo Roberto Busti
- Vescovo Claudio Cipolla
- Vescovo Giampaolo Dianin